# Commission géodésique suisse
La Commission géodésique suisse est une commission de l’Académie suisse des sciences naturelles fondée en 1861 dans le cadre de l’Association pour la mesure de degrés en Europe centrale devenue plus tard l’Association géodésique internationale, puis l’Association internationale de géodésie.
Elle initie et coordonne les recherches géodésiques en Suisse. Elle a un rôle consultatif concernant l’élaboration des politiques helvétiques en matière de géodésie. Elle contribue à la diffusion des connaissance géodésiques auprès du grand public. Elle soutient l’extension des infrastructure géodésiques suisses y compris l’introduction de méthodologies et technologies innovantes. Elle maintient des liens avec les institutions internationales comme l’Association internationale de géodésie et l’Union géodésique et géophysique internationale.

## Historique
La Commission géodésique suisse est créée durant la publication de la carte Dufour et ses premiers travaux contribueront à la conception de l'Atlas topographique de la Suisse.
Les mesures géodésiques effectuée jusqu’à la moitié du XIXe siècle permettent d’établir que la Terre est un ellipsoïde de révolution aplati aux pôles. Friedrich Wilhelm Bessel et d’autres géodésiens ont proposé des ellipsoïdes de référence qui correspondent aux dimensions de l’ellipsoïde qui répondent le mieux à l’ensemble de ces mensurations. Toutefois, les géomètres ont également démontré que la figure de la Terre diffère sensiblement de cette forme géométrique. Friedrich von Schubert démontre que tous les méridiens ne sont pas d'égale longueur.
En 1860, Elie Ritter, en se basant sur les mêmes données que Schubert qui penche pour un ellipsoïde à trois axes inégaux, confirme l'hypothèse selon laquelle la forme générale de la Terre est celle d'un sphéroïde de révolution. Toutefois l'année suivante, en se basant sur toutes les données disponibles à l'époque, Ritter arrive à la conclusion que le problème n'est résolu que de manière approximative, les données paraissant trop peu nombreuses, et en partie trop affectées par des causes locales, pour donner un poids suffisant au résultat. Selon son calcul, l'équation du méridien diffère de celle de l'ellipse et présente, vers le 45e degré de latitude, un renflement dont l'épaisseur est difficile à déterminer en raison de l'incertitude concernant notamment la latitude de la station de Montjuïc.
En 1861, Johan Jacob Baeyer propose la création de l'Association pour la mesure des degrés en Europe centrale dont l'objectif est une nouvelle détermination des anomalies de la forme de la Terre au moyen de triangulations géodésiques précises, combinées à des mesures de la gravitation. Il s’agit de déterminer le géoïde au moyen de mesures gravimétriques et de nivellement, afin d’en déduire la connaissance exacte du sphéroïde terrestre tout en prenant en compte les variations locales.
Pour résoudre ce problème, il est nécessaire d’étudier avec soins et en tous sens des espaces considérables de terrain. Au printemps 1861, Baeyer élabore le plan de coordonner les travaux géodésiques de l’espace compris entre les parallèles de Palerme et Christiania (Oslo) et les méridiens de Bonn et de Trunz (nom allemand de Milejewo en Pologne). Ce territoire est couvert d’un réseau de triangle et comprend plus de trente observatoires ou stations dont la position est déterminée astronomiquement. Bayer propose de remesurer dix arcs de méridiens et un plus grand nombre d’arcs de parallèles, de comparer la courbure des arcs méridiens sur les deux versants des Alpes, afin de rechercher l’influence de cette chaîne de montagnes sur la déviation de la verticale. Il envisage également de déterminer la courbure des mers, de la Méditerranée et de l’Adriatique au sud, de la mer du Nord et de la Baltique au nord. Dans son esprit, la coopération de tous les États d’Europe centrale peut ouvrir le champ à des recherches scientifiques du plus haut intérêt, recherches que chaque État, pris isolément, n’est pas en mesure d’entreprendre.
Le 7 juillet 1861, la délégation de Prusse à Berne soumet le projet de Baeyer au Conseil fédéral. Le Département fédéral de l’Intérieur le soumet à Guillaume Henri Dufour, chef du bureau topographique fédéral. Lors de la session de la Société helvétique des sciences naturelles de 1861 à Lausanne, le projet discuté par la section de physique de la Société est vivement appuyé par Élie Ritter et par Adolphe Hirsch. Sur leur proposition, la Société décide de donner un préavis favorable à l’accession de la Suisse à l’Association pour la mesure des degrés en Europe centrale et de constituer la Commission géodésique suisse. Ses membres fondateurs sont Rudolf Wolf, président (Zurich), Guillaume Henri Dufour, président d’honneur et Élie Ritter, bientôt remplacé par Émile Plantamour (Genève), Adolphe Hirsch (Neuchâtel) et Hans Heinrich Denzler (Berne).

### La Commission géodésique suisse et la création du Bureau international des poids et mesures
En 1861, lors de la création de la Mitteleuropäische Gradmessung (Association pour la mesure des degrés en Europe centrale) par le général Johann Jacob Baeyer, Adolphe Hirsch devient l'un des membres fondateurs de la Commission géodésique suisse qu'il animera pendant quarante ans. Il prend part à la majeure partie des travaux géodésiques et a, en particulier, dirigé avec son collègue Émile Plantamour, directeur de l'observatoire de Genève, le nivellement de précision de la Suisse,. La première assemblée générale de l'Association pour la mesure des degrés en Europe centrale a lieu à Berlin en 1864. Il y est décidé d'adopter la Toise de Bessel, une copie de la Toise du Pérou réalisée en 1923 par Jean-Nicolas Fortin à Paris, comme étalon international,.
En 1864, dans son rapport à la Commission géodésique suisse sur la conférence de Berlin, Adolphe Hirsch évoque sa crainte que le choix de la Toise de Bessel comme étalon international ne détourne d'une adhésion à l'Association géodésique internationale la France, où la règle N° 1 de  la double-toise de Borda utilisée pour la mesure de la méridienne de Jean-Baptiste Joseph Delambre et Pierre Méchain est alors la référence pour la mesure de toutes les bases géodésiques,, et les pays, qui, comme l'Espagne et les États-Unis, emploient le mètre,.

### Contribution à la mesure du champ de pesanteur de la Terre

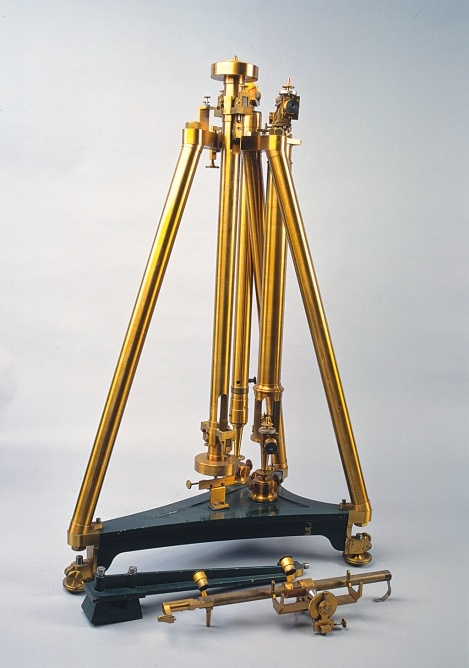
Pendule réversible de Repsold-Bessel

Le pendule réversible construit par les fils de Johann Georg Repsold, selon les indications de Bessel, favorise l’essor de l’étude du champ gravitationnel de la Terre. Dès 1864, le pendule réversible de Repsold-Bessel est utilisé en Suisse par Emile Plantamour. De tels pendules ont également été construits par les frères Repsold pour la Prusse, l'Autriche, l'Italie, l'Espagne, les États-Unis, la Russie et la France.
Dans une de ses premières séances, au commencement de l'année 1862, la Commission géodésique suisse décide de comprendre la détermination de la pesanteur effectuée dans différents points de la Suisse, au nombre des opérations qui se rattachent à la mesure  de l'arc de méridien traversant le centre de l'Europe, l'arc géodésique de Struve. L'appareil utilisé pour ces déterminations est le pendule à réversion dont l'idée première revient à Johann Gottlieb Friedrich von Bohnenberger et sur la construction duquel Friedrich Wilhelm Bessel donne des indications très précieuse dès 1826. L'exécution d'un pendule à réversion, construit selon les principes indiqués par Bessel, est confiée aux célèbres artistes de Hambourg, les frères Repsold, et comme il est convenu que les premières observations soient faites à Genève, l'instrument y est envoyé à l'automne 1864. Émile Plantamour réalise ses premières expériences avec cet appareil entre la fin de l'année 1864 et le début de l'année 1865.
Le pendule réversible est utilisé en Suisse dès 1865 par Émile Plantamour pour la mesure de l'intensité de la gravité dans six stations du réseau géodésique helvétique. Sous le patronage de l'Association géodésique internationale, l'Autriche, la Bavière, la Prusse, la Russie et la Saxe entreprennent des déterminations de la gravité sur leurs territoires respectifs. Toutefois, les résultats obtenus avec ces gravimètres ne peuvent être considérés que comme provisoires. En effet, ils ne prennent pas en compte les mouvements que les oscillations du pendule impriment à son plan de suspension.
Les mouvements du plan de suspension constituent un facteur majeur d’erreur de mesure de la durée des oscillations et de la longueur du pendule. La détermination de la gravité par le pendule est soumise à deux types d’erreur systématique, la résistance de l’air et les mouvements que les oscillations du pendule impriment à son plan de suspension. Ces mouvements sont particulièrement amples avec le pendule de Repsold, car il a une importante masse, afin de contrecarrer l’effet de la viscosité de l’air. Alors que Émile Plantamour procède à une série d’expériences avec cet appareil, Adolphe Hirsch trouve le moyen de mettre en évidence les mouvements du plan de suspension du pendule par un ingénieux procédé d’amplification optique. Isaac-Charles Élisée Cellérier (8.01.1818 – 2.10.1889), un mathématicien genevois, et Charles Sanders Peirce mettent indépendamment au point une formule de correction qui permettra d’utiliser les observations faites avec ces gravimètres,.
En 1875, la Commission permanente de l’Association pour la mesure des degrés en Europe réunie à Paris décide d’adopter le pendule réversible utilisé en Suisse et de répéter à Berlin, la détermination de la gravité au moyen des différents appareils utilisés dans chaque pays, afin de les comparer et d’obtenir l’équation de leurs échelles. Comme la figure de la Terre peut être déduite des variations de la longueur du pendule, la direction de l’United States Coast Survey donne dès 1875 à Charles Sanders Peirce l’instruction de se rendre en Europe, afin d’étudier les gravimètres utilisés dans les différents pays européens et de réviser les anciennes déterminations de la pesanteur de façon à les mettre en relation avec celles effectuées en Amérique.
Lors de l'exposition universelle de 1889, année de la première Conférence générale des poids et mesures, parmi les nombreux instruments géodésiques présentés par la maison Brunner Frères, la plupart réalisés pour le Bureau des longitudes, on peut admirer un pendule réversible conçu par Gilbert Étienne Defforges sur le modèle du pendule réversible construit par les frères Repsold pour Émile Plantamour. En 1892, Gilbert Étienne Defforges mesure au Bureau international des poids et mesures la valeur de l'intensité de la pesanteur terrestre qui servira à définir l'accélération normale de la pesanteur terrestre lors de la 3ème Conférence générale des poids et mesures à Paris en 1901. La même année, Friedrich Robert Helmert trouve essentiellement par la gravimétrie, des paramètres de l'ellipsoïde remarquablement proches de la réalité, soit un demi-grand axe égal à 6 378 200 m pour un aplatissement de la Terre de 1/298,3. Ceci alors que l'analyse des premiers résultats issus des mesures par satellites fixeront cette dernière valeur à 1/298,25.